# Zaviralec renina
Zaviralci renina so skupina učinkovin za zdravljenje povišanega krvnega tlaka (antihipertenzivov), ki z zaviranjem renina preprečijo pretvorbo angiotenzinogena v angiotenzin I, npr. aliskiren.

## Zgodovina
Leta 1896 sta finski fiziolog Robert Tigerstedt in švedski zdravnik Per Bergman izvedla poskus na kunčjih ledvicah in obtočilih. Opazila sta, da je pri kuncih krvni tlak narastel, če so jim bili v jugularno veno injicirali ekstrakt ledvic. Ugotovila sta tudi, da se snov, odgovorna za dvig krvnega tlaka, proizvaja v ledvični skorji ter jo poimenovala renin. Omenjeni poskus je postavil temelje za nadaljnje raziskave renin-angiotenzin-aldosteronski sistem|renin-angiotenzin-aldosteronskega sistema, vendar je v tistem času le malo vplival na znanstveno srenjo. Leta 1934 je renin požel zanimanje, ko je Goldblatt objavil članek o ledvični ishemiji, njegova vloga v patogenezi srčno-žilnih bolezni pa je postala bolje razumljena šele v 70-ih letih dvajsetega stoletja in šele dvajset let po tem so prvi zaviralec renina uporabili v kliničnih raziskavah.
Prvi odkriti sintezni zaviralec renina je bil pepstatin, ki so ga prvič opisali leta 1972, vendar pa zaradi svojih slabih farmakokinetičnih lastnosti ni prešel v raziskave in vivo. Sledila je prva generacija zaviralcev renina, kot je spojina H-142, ki so bili kemijsko analogi angiotenzinogena. Vendar tudi te spojine niso izkazovale ustreznih lastnosti za potencialno uporabo kot učinkovin. Bolj obetavni so bili zaviralci renina druge generacije, ki so jih tačeli razvijati leta 1982. Mednje spadajo peptidom podobne spojine, na primer remikiren, enalkiren in zanikiren. Izkazovali so boljše lastnosti za uporabo v zdravilih kot angiotenzinu podobne molekule prve generacije zaviralcev renina. Leta 1990 so pričeli s prvimi kliničnimi raziskavami učinkovin iz druge generacije, vendar so jih zaradi pomanjkljivosti kandidatnih učinkovin prekinili.
Aliskiren, predstavnik tretje generacije zaviralcev renina, ki strukturno ni soroden beljakovinam, je postal prva učinkovina iz te skupine, ki je prešla v tretjo fazo kliničnih preskušanj. Prvo klinično raziskavo so izvedli leta 2000 na zdravih prostovoljcih. Postal je prvo zdravilo iz skupine zaviralcev renina, ki je pridobilo dovoljenje za promet. Ameriški Urad za prehrano in zdravila je aliskiren odobril za zdravljenje povišanega krvnega tlaka marca 2007, Evropska agencija za zdravila pa avgusta istega leta. S tem je po več kot desetletju  prišlo na trg zdravilo iz nove skupine učinkovin za zdravljenje povišanega krvnega tlaka.

## Mehanizem delovanja
Zaviralci renina se vpletajo v renin-angiotenzinski sistem (RAS). Sistemski dražljaj za aktivacijo RAS je padec krvnega tlaka in koncentracije natrijevih ionov v distalnih tubulih ledvic. RAS deluje sinergistično s simpatičnim živčevjem. Ob aktivaciji se najprej sprosti proteolitični encim renin, ki razgradi plazemski angiotenzinogen
v angiotenzin I. Nato angiotenzin-pretvarjajoči encim (ACE) tvori iz angiotenzina I močan vazokontrikcijski hormon angiotenzin II. 
Zaviralci renina se vežejo v aktivno mesto renina in preprečijo njegovo vezavo na angiotenzinogen, ki je sicer hitrost omejujoča stopnja v kaskadi renin-angiotenzinskega sistema.Posledično zaviralci renina preprečijo nadaljnjo tvorbo angiotenzinogena I in angiotenzinogena II. Renin je visoko selektiven za svoj substrat angiotenzinogen, zato zaviralci renina povzročajo le malo neželenih učinkov, podobno kot zaviralci angiotenzina II.
Tvorba angiotenzina II deluje v sistemu RAS preko negativne povratne zveze in zavira sproščanje renina. Ob znižanju ravni angiotenzina II ali ob zavrtju angiotenzinskih receptorjev je ta negativna povratna zveza prav tako zavrta, kar vodi v povišanje plazemske koncentracije renina ter njegovo povečano plazemsko aktivnost. Povečana plazemska aktivnost renina lahko prevlada nad antihipertenzijskim učinkom zaviralcev angiotenzin pretvarjajočega encima ali zaviralcev angiotenzina II, zaviralci renina pa delujejo zaviralno neposredno na renin in zato je plazemska aktivnost renina zmanjšana kljub njegovi povečani plazemski koncentraciji.